# يروين هوفن
يروين هوفن (بالهولندية: Jeroen Houwen) (18 فبراير سنة 1996 بفينراي في هولندا - ) هو لاعب كرة قدم هولندي في مركز حراسة المرمى.

## روابط خارجية
- يروين هوفن على موقع قاعدة بيانات كرة القدم.إي يو (الإنجليزية)
- يروين هوفن على موقع Soccerway.com (الإنجليزية)
- يروين هوفن على موقع عالم كرة القدم.نت (الإنجليزية)